# アビコビロマイシン
アビコビロマイシン（英：Abikoviromycin）はStreptomyces abikoensisとStreptomyces rubescensから産生される分子式 C10H11NOの抗ウイルスの抗生物質であるピペリジンアルカロイドである。